# Teuthowenia megalops
Teuthowenia megalops är en bläckfiskart som först beskrevs av Ferdinand Victor Alphons Prosch 1847.  Teuthowenia megalops ingår i släktet Teuthowenia och familjen Cranchiidae. Inga underarter finns listade i Catalogue of Life.